# Othreis kühni
Othreis kühni är en fjärilsart som beskrevs av Arnold Pagenstecher 1886. Othreis kühni ingår i släktet Othreis och familjen nattflyn. Inga underarter finns listade i Catalogue of Life.